# Cine Castilla
El cine Castilla fue una sala de cine ubicada en el barrio Girón, en Valladolid. Fue el primer cine de barrio de la ciudad.

## Historia
Inaugurado el 20 de septiembre de 1975, es obra de los arquitectos Julio González e Ignacio Bosch, quienes trazaron el proyecto denominado «Hogar del Productor» en un solar irregular dentro del barrio proyectado en 1950, que incluía una sala de cine con butacas para 496 espectadores. El estilo arquitectónico corresponde al Movimiento Moderno. La planta tiene un doble vestíbulo. En el interior tiene diversas dependencias, como salas de café, de tertulia, de juegos, aulas, y dependencias administrativas, así como una vivienda para el conserje.
El cine fue planteado dentro del concepto de autonomía del nuevo núcleo a modo de ciudad-jardín, con sus propios servicios que incluyesen también un espacio de ocio. La sala tuvo otros nombres, además de cine Castilla; fue conocido como «Cine-Estudio Lumiére» o «Sala Lumiére».
Las primeras películas exhibidas fueron Cabaret (1972) de Bob Fosse y Esplendor en la hierba (1961) de Elia Kazan, dentro del programa doble anunciado.
Tras años funcionando también como sala de exhibiciones, área recreativa y teatro, fue cerrado en febrero de 1986.
En 2015, la fachada fue intervenida y pintada por un grupo de vecinos, a modo de reivindicación para la apertura del espacio como centro de ocio.

## Usos
La propiedad del cine es de la Junta de Castilla y León, que en 2021 negoció la cesión definitiva sin rehabilitación al Ayuntamiento de Valladolid, tras dos intentos fallidos, e iniciados en 1984. Así mismo, el conjunto tiene varios usos e inquilinos, como la compañía Teatro Corsario, que utiliza parte de las instalaciones para sus programas culturales, y la Asociación familiar San Pío X.